# Mopti
Pour la région, voir Région de Mopti.
Mopti (ou Moptis en Soninké) est une ville une commune urbaine malienne, chef-lieu du cercle de Moptis et de la région de Moptis, 5e région du Mali. Surnommée La Venise du Mali, elle s'étend sur la rive droite du Bani à son confluent sur le fleuve Niger, à 12 km à l'ouest se trouve le quartier de Sévaré, ville secondaire carrefour sur les routes nationales RN 6 et RN 16. Elle est à 38 km à l'Ouest région de Bandiagara.
La ville de Mopti compte 330 000 habitants en 2024, ses habitants sont appelés les Moptiens et les Moptiennes. En 2024, c'est la 3e ville la plus peuplée Malienne, derrière Bamako et Sikasso.
Mopti, surnommée « la Venise du Mali », est située au confluent du Niger et de son affluent le Bani. C'est à ce titre un port fluvial actif par lequel transitent personnes et biens. C'est également un grand chantier naval sur le fleuve où plusieurs fabriques de pirogues emploient de nombreux artisans.
Elle compte en 2021 près de 265 000 habitants, de différentes ethnies : Bozos, Peuls, Songhaïs, Bambaras, Dogons, Malinkés, Touaregs et quelque peu Mossis, qui cohabitent pacifiquement.

## Histoire
La ville de Mopti ou « Mooti » qui signifie « rassemblement » en peulh, est un carrefour et un creuset de peuples et de civilisations. Sa population globale est estimée à 130 000 habitants, appartenant à différentes ethnies : Peulh, Bozo, Bambara, Dogon, Mossi, Sarakolé, Sonrhai, Tamasheq, Bobo, Samogo. La langue dominante est le peulh, suivie par le bozo.
La ville a été fondée au XIXe siècle par des Bozos. Elle porte alors le nom de Saghan qui signifie « lieu de rassemblement ». En 1919, alors que le Soudan français est une colonie française, la ville de Mopti est érigée par un arrêté général, en commune mixte, gérée par un administrateur-maire. Elle devient commune de plein exercice en 1956, à la suite de la loi française du 18 novembre 1955. Elle est alors dirigée par un conseil municipal élu par un collège unique dirigé par un maire élu en son sein.

## Géographie

### Situation

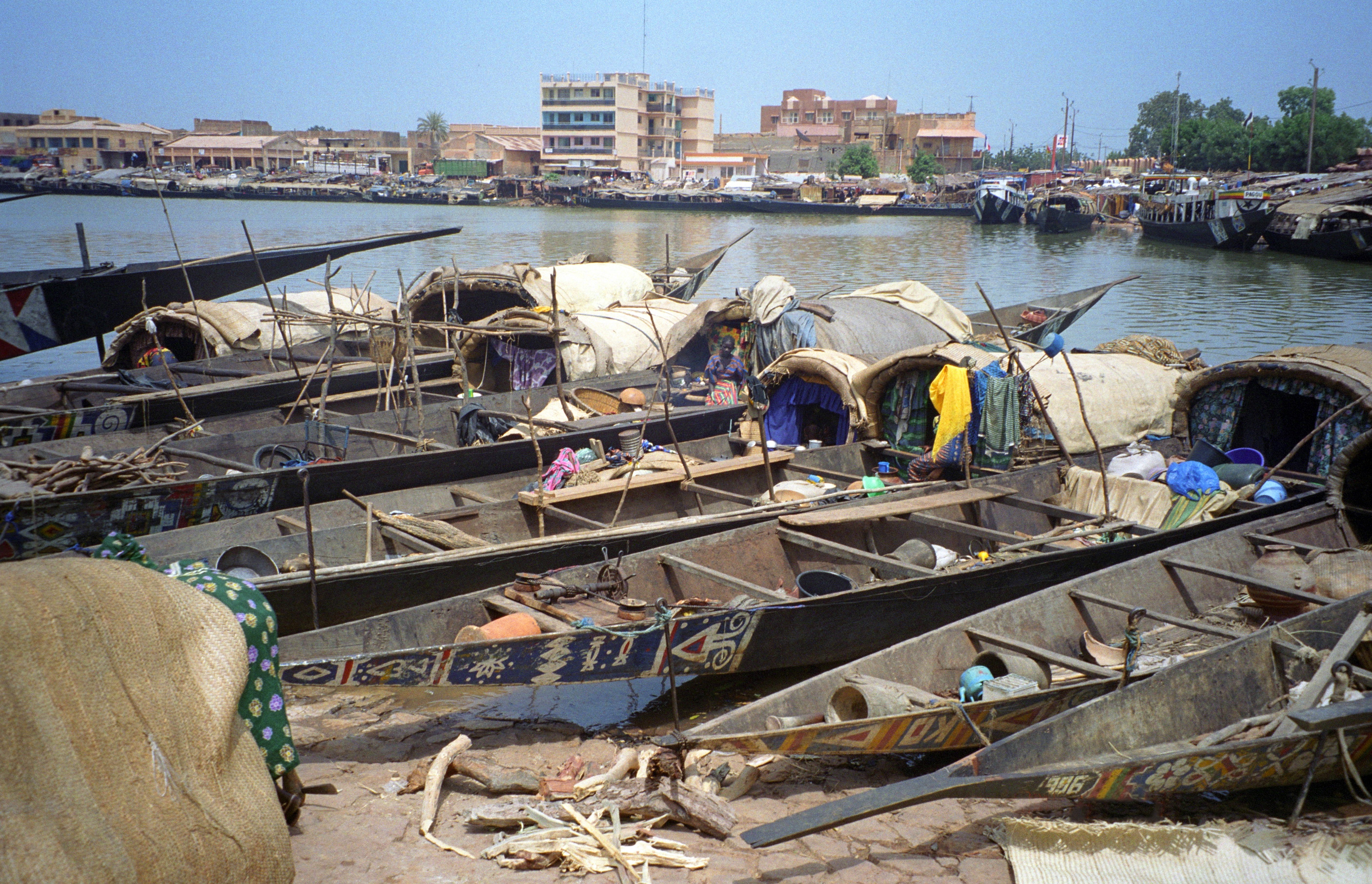
Port de pêche sur le Bani.

Mopti est bâtie sur la rive droite du Bani à sa confluence avec le Niger. La ville borde le delta intérieur du Niger. La commune s'étend sur 13,1 km2 à 278 m d'altitude. Elle comprend deux noyaux urbains, séparés par une zone inondable, l'un historique en bordure du fleuve et l'autre à l'intérieur des terres correspondant à Sévaré. Le centre historique a une fonction portuaire tandis que Sévaré est le carrefour routier. Ces deux centres sont reliés entre eux par une digue de 13 km supportant la route principale d'accès au centre historique,.
Sur le fleuve Niger, Mopti est un port situé entre Ségou en amont et Tombouctou à l'aval. La ville constitue aussi un important carrefour routier, à la jonction des routes nationales RN6 et RN15. La RN6 relie la ville, en direction du sud-ouest, à Ségou distante de 430 km et à Bamako distante de 630 km. En direction du nord-ouest la RN6 se poursuit jusqu'à Gao distante de 580 km. La RN15 relie Mopti à Bandiagara, 70 km à l'est et à la frontière du Burkina Faso distante de 190 km.
Elle compte 120 786 habitants au recensement de 2009 et 185 000 habitants en 2023 selon les projections officielles,.
Sur le plan administratif, Mopti est le chef-lieu du cercle du même nom et également la capitale de la 5e région du Mali. La ville elle-même est composée de huit quartiers qui sont Komoguel I, Komoguel II, Gangal, Toguel, Bougoufé, Mossinkoré, Taïkiri, Médina-coura y compris les trois quartiers de Sevaré qui sont fondées par les Bobos.

### Climat
| Diagramme ombrothermique de Mopti (1991-2020) |
|                                               |

Mopti appartient à la frange centrale du Sahel africain, dite « Le Sahel des nomades ». De ce fait, elle bénéficie d'un climat semi-aride avec un total des précipitations annuelles de 466,8 mm et une saison des pluies s'étendant de la fin mai au début octobre. Le mois d'août est le plus arrosé avec un total des précipitations de 155,8 mm. Les températures connaissent aussi des variations saisonnières non négligeables. On enregistre les températures les plus chaudes au mois de mai (Tmax=40,6 °C) et les plus froides en janvier (Tmin=15,0 °C). Ces conditions climatiques sont associées à une végétation clairsemée de steppe et l'élevage itinérant constitue la principale ressource agricole.
| Mois                              | jan. | fév. | mars | avril | mai  | juin | jui. | août  | sep. | oct. | nov. | déc. | année |
| --------------------------------- | ---- | ---- | ---- | ----- | ---- | ---- | ---- | ----- | ---- | ---- | ---- | ---- | ----- |
| Température minimale moyenne (°C) | 15   | 17,8 | 21,3 | 25    | 26,8 | 25,8 | 24   | 23,4  | 23,7 | 23,6 | 19,5 | 16   | 21,8  |
| Température moyenne (°C)          | 23,5 | 26,2 | 29,2 | 31,9  | 33,1 | 31,6 | 29,1 | 27,8  | 28,1 | 29   | 26,9 | 23,7 | 28,3  |
| Température maximale moyenne (°C) | 37,1 | 35,1 | 37,8 | 40    | 40,6 | 38   | 34,8 | 32,9  | 33,6 | 35,6 | 35,2 | 31,7 | 35,6  |
| Précipitations (mm)               | 0    | 0,1  | 0,4  | 4,3   | 23,5 | 56,1 | 127  | 155,8 | 80,1 | 18,5 | 0,3  | 0,7  | 466,8 |

## Quartiers

Carte de la commune

La commune urbaine de Mopti enclavée dans la commune rurale de Socoura, est constituée de 9 quartiers relevés lors du recensement général de 2009.
- Bougoufie
- Gangal
- Komoguel 1
- Komoguel 2
- Medina-Coura
- Mossinkore
- Sévaré
- Taikiri
- Toguel

Le quartier le plus peuplé est Sévaré, 43 756 habitants relevés lors du recensement général de 2009.

## Économie
La ville de Mopti recevait jusqu’à 10 000 touristes par an, mais depuis les enlèvements d’Occidentaux par AQMI et les recommandations des gouvernements européens de ne pas se rendre dans le nord du Mali, l’activité touristique a chuté, avec en 2011 une baisse de 60 % par rapport à la période 2006-2008. Les recettes annuelles du secteur qui atteignaient vingt millions d’euros durant cette période sont tombées à moins de cinq millions d’euros en 2010.
La ville et la région de Mopti sont desservies par l'aéroport international de Mopti Ambodédjo à Sévaré qui accueille depuis septembre 2017, Sévaré accueille le poste de commandement opérationnel de la force G5 Sahel.

## Monuments et lieux

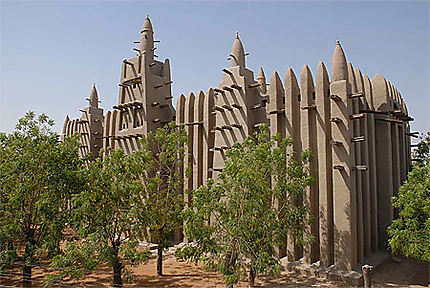
La grande mosquée de Mopti.

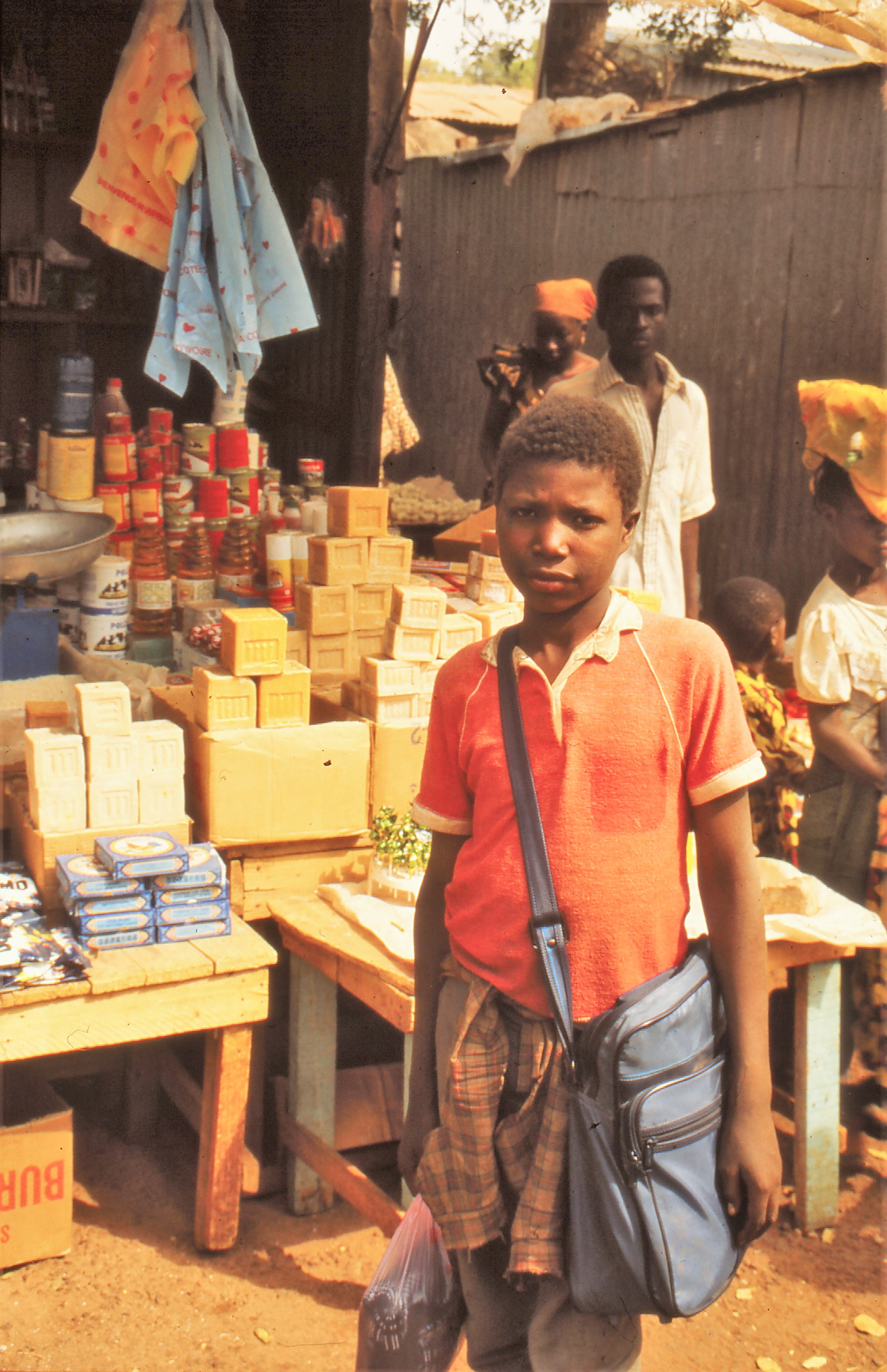
Garçon à un étal de savon au marché de Mopti.

- La Grande mosquée de Mopti, d'architecture soudanaise et appelée communément mosquée de Komoguel, a été construite entre 1933 et 1935 sur l’emplacement d’une précédente mosquée érigée en 1908. Mesurant 31 mètres de long sur 17 de large, elle est bâtie en briques et recouverte de banco (terre crue). Sa restauration a débuté en 2004 grâce au financement accordé par la Fondation Aga Khan (en) (Aga Khan Foundation, AKF) pour la culture (AKTC). La restauration doit se terminer en mai 2006. La grande mosquée a été inscrite à l'inventaire des biens culturels du Mali du ministère de la Culture le 14 octobre 2004[10].
- Le marché de Mopti est l'un des plus grands de la région, où viennent cultivateurs dogons, pêcheurs bozos, éleveurs peuls pour vendre récoltes, pêches et bêtes. Le lieu est particulièrement vivant et animé.
- Le port de Mopti est un port important sur le fleuve Niger, où transitent hommes et marchandises. C'est aussi le lieu d'un important chantier naval de pirogues et pinasses. Le Bozo bar situé au bout du port est un lieu touristique renommé. Mopti était un des plus importants ports de pêche fluviale de "poisson capitaine" d Afrique.

## Politique
La commune mixte de Mopti instaurée en 1919 est érigée en commune de plein exercice en 1956, son premier maire élu est promulgué après les élections municipales de France d'outre-mer en 1956.
| Année | Maire élu     | Parti politique |
| ----- | ------------- | --------------- |
| 2004  | Oumar Bathily | indépendant     |
| 2009  | Oumar Bathily | URD             |
| 2016  | Issa Kansaye  | Yelema          |

## Religion
Comme pour l'ensemble du Mali, la principale religion est l'islam, avec néanmoins une forte présence animiste (particulièrement présente chez le peuple de pêcheurs Bozos) et des minorités chrétiennes.
Pour ce qui est du catholicisme, la ville est le siège du diocèse de Mopti.

## Sports
Le stade Baréma Bocoum est situé à Mopti.

## Jumelages et partenariats
La ville de Mopti a signé des protocoles de Partenariat et de Jumelage avec des villes comme :
- Commune II de Bamako (Mali)
- Dialakoraba (Mali)
- Kumasi (Ghana)
- Bouaké (Côte d'Ivoire)
- Kindia (Guinée)
- Port-Gentil (Congo)
- Ouahigouya (Burkina Faso)
- Chartres-de-Bretagne (France)
- Maurepas (Yvelines) (France)
- Mortagne-au-Perche (France)

Accord de Coopération avec VAL DEM - Syndicat de Collecte et Traitement des Déchets Ménagers du Vendômois - France/Loir-et-Cher

## Personnalités nées à Mopti
- Diallo Madeleine Bâ, femme politique
- Cheick Diallo (1951-), footballeur.
- Harouna Cissé (1957-), homme politique
- Kassoum Tapo (1956-), homme politique
- Diarra Mariam Flantié Diallo (1955-), ancienne ministre de la communication et des nouvelles technologies.
- Belco Samassékou, femme politique, actuelle députée de la région membre du parlement panafricains à Johannesburg et présidente nationale du réseau de lutte contre le VIH SIDA, la tuberculose, etc.
- Amadou Toumani Touré (1948-2020), homme politique et ancien président
- Baréma Bocoum (1914-1973), homme politique, ancien député soudanais, ministre et premier maire de la commune de Mopti.

### Filmographie
- L'esprit de Mopti, film documentaire réalisé par Moussa Ouane (et al.), La Médiathèque des Trois Mondes, Paris, 2001, 54 min (VHS)
- Tiolté, ou la décrue du Djoliba, film documentaire réalisé par Joël Gaudin (auteur scientifique Philippe-Claude Chamard), Vidéoscop, Université Nancy 2, 2004, 49 min (VHS)